# Le Croisic
Le Croisic (bret. Ar Groazig) – miejscowość i gmina we Francji, w regionie Kraj Loary, w departamencie Loara Atlantycka.
Według danych na rok 2010 gminę zamieszkiwało 4050 osób, a gęstość zaludnienia wynosiła 900 osób/km².